# 巴特曼河
巴特曼河（英語：Batman River）是位於土耳其東南部的其中一條河流，屬於底格里斯河的其中支流，流經巴特曼。
底格里斯河其後流入波斯灣。
37°47′N 41°01′E / 37.783°N 41.017°E